# Càrn a’ Chlamain
Der Càrn a’ Chlamain ist ein als Munro und Marilyn eingestufter, 963 Meter hoher Berg in Schottland. Sein gälischer Name kann in etwa mit Spitze des Bussards übersetzt werden. Am 21. September 1844 wurde er von Queen Victoria und Mitgliedern ihrer Hofgesellschaft bestiegen. Zwar ist davon auszugehen, dass die sie begleitenden lokalen Führer und Jagdhelfer wahrscheinlich den Berg bereits früher bestiegen hatten und der Gipfel auch zuvor von Schafhirten und Jägern erreicht wurde, bei Victorias Aufstieg handelte sich dennoch um die erste gesicherte Besteigung des Berges.
Er liegt in der Council Area Perth and Kinross in den Grampian Mountains rund 15 Kilometer nördlich von Blair Atholl in einer weitgehend unbewohnten Berglandschaft. Der Càrn a’ Chlamain ist der zweithöchste Berg im westlichen Teil des Forest of Atholl und liegt auf der Hochebene nordwestlich des Glen Tilt, umgeben von weiteren, niedrigeren Erhebungen.  

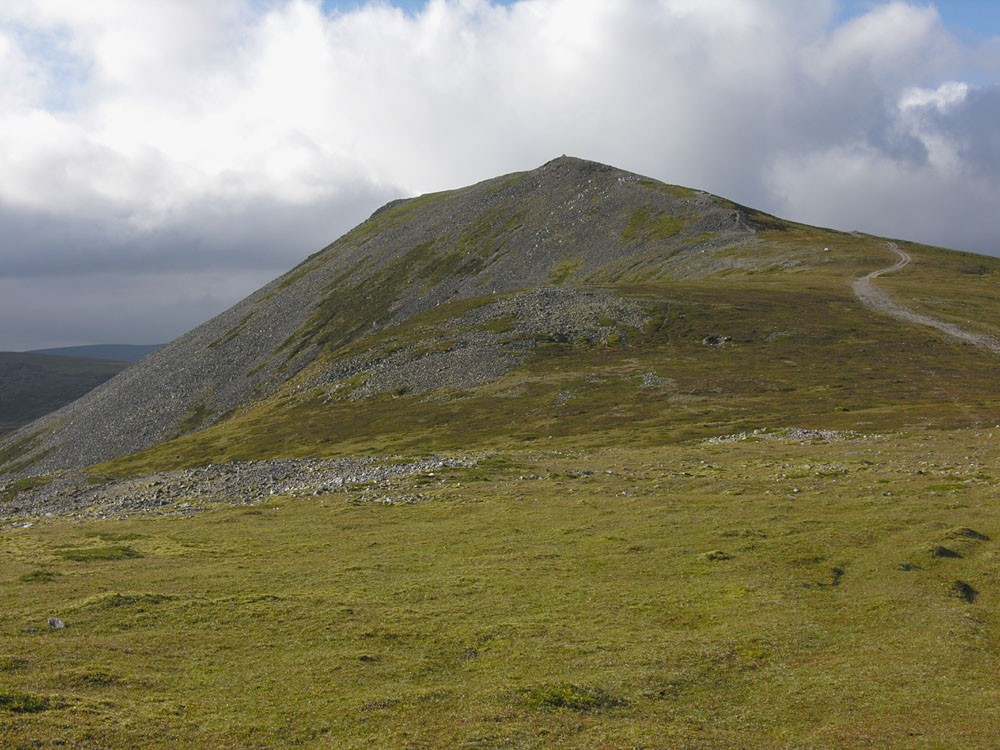
Blick von Südosten zum Càrn a’ Chlamain
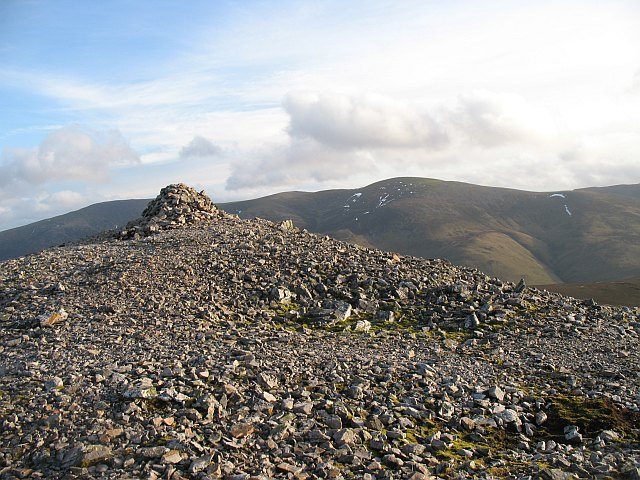
Der Gipfelcairn des Càrn a’ Chlamain, im Hintergrund der Beinn a’ Ghlò
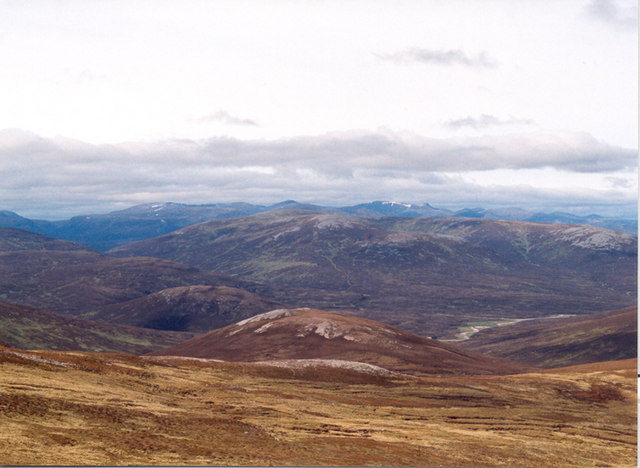
Blick vom Gipfel nach Norden auf die zentralen Cairngorms

Der Càrn a’ Chlamain erhebt sich als markanter breiter Gipfel aus Quarzit über die umliegende weite Berg- und Moorlandschaft der Hochflächen des Forest of Atholl. Sein überwiegend aus geröllbedeckten Hängen bestehender Gipfelbereich erstreckt sich in etwa in der Richtung von Nordwest nach Südost mit einem kurzen Südostgrat und einem etwas breiteren und sanfter abfallenden Nordwestgrat. Nach Norden und Osten fällt der Berg ebenfalls sanft ab, während er auf seiner Südwestseite steilere, in das Gleann Craoinidh, ein Seitental des Glen Tilt, abfallende Hänge aufweist. Im Osten leitet der Càrn a’ Chlamain über den Conlach Bheag zum rund 850 Meter hohen Conlach Mhòr über, nördlich schließt der etwa 800 Meter hohe Meall Tionail an. Südöstlich fällt der Berg über eine Zwischenstufe steil direkt ins Glen Tilt ab.
Aufgrund seiner entlegenen Lage erfordert der Càrn a’ Chlamain für Munro-Bagger einen langen Anmarsch von Blair Atholl als dem nächsten geeigneten Ausgangspunkt durch das Glen Tilt. Aus diesem bestehen mehrere Anstiegsmöglichkeiten. Der kürzeste Weg führt ab der Einmündung des Gleann Craoinidh über den als Fhàire Clach-Ghlais bezeichneten Grat auf die Hochfläche und anschließend den kurzen Südostgrat zum Gipfel. Der Südostgrat kann auch ab der Forest Lodge weiter talaufwärts über einen steilen Pfad erreicht werden.